# Alstroemeria punctata
Alstroemeria punctata är en alströmeriaväxtart som beskrevs av Pierfelice Ravenna. Alstroemeria punctata ingår i släktet alströmerior, och familjen alströmeriaväxter. Inga underarter finns listade i Catalogue of Life.